# Стишко посело
Стишко посело је културно-туристичка и гастрономска манифестација која се одржава у туристичком комплексу „Заова”, у организацији Туристичке организације општине Мало Црниће и под покровитељством Општине Мало Црниће и Министарства трговине, туризма и телекомуникација Републике Србије, уз подршку бројних спонзора.
Манифестација Стишко посело је настала 2008. године успешно осликава бренд Стига и Малог Црнића, али и значајно интегрише учеснике Браничевске дестинације и представља туристичке потенцијале Стига, Млаве и Хомоља. Манифестација презентује општину Мало Црниће својим богатим садржајем који обухвата изложбу традиционалне хране учешћем бројних удружења жена, такмичење у спремању гулаша и рибље чорбе, излагаче домаћих радиности, произвођача ракије, меда, такмичење у пецању, уз богат културно уметнички програм. Наступи културно уметничких друштава, извођача песама и игре, избор за најлепшу етно девојку и концерт изабраног афирмисаног певача, сваке године привлачи све већи број посетилаца.
Манифестација броји преко 800 учесника и као таква представља најмасовнију манифестацију на територији општине Мало Црниће.